# Lini Sutter-Ambühl
Lini Sutter-Ambühl (* 13. November 1951) war Kirchenratspräsidentin der Evangelisch-reformierten Landeskirche Graubünden und war von 2011 bis 2016 Mitglied des Rates des Schweizerischen Evangelischen Kirchenbundes (SEK).

## Leben
Lini Sutter-Ambühl ist Juristin und lebt in Roveredo im Misox, wo sie die erste reformierte Kirchgemeinde der Talschaft gegründet hat. Seit 2004 war sie Mitglied des Bündner Kirchenrats und seit 2005 dessen Präsidentin. Am 8. November 2010 wurde sie für die Amtsperiode 2011–2014 in den Rat des SEK gewählt. Im November 2014 wurde sie für die Amtsperiode 2015–2018 als Vizepräsidentin gewählt. Ende 2016 ging sie in Pension.